# NKジェプチェ
NKジェプチェ（NK Žepče）は、ボスニア・ヘルツェゴビナのボスニア・ヘルツェゴビナ連邦ゼニツァ＝ドボイ県ジェプチェをホームタウンとするサッカークラブである。

## 歴史
1919年にSAŠKグラジャンスキ (SAŠK Građanski) として創設された。1925年にNKオルロヴィク (NK Orlovik)、1928年にNKプラメン (NK Plamen)、1933年にNKスロガ (NK Sloga) に改称され、1938年にオルロヴィクの名前が復活したが、1941年に活動を停止した。1945年にオルロヴィクの名前で活動を再開、1947年にNKムラドスト (NK Mladost) に改称されたが、1952年にオルロヴィクの名前が復活した。1994年にNKジェプチェ (NK Žepče) に改称された。
2001-02シーズンにプルヴァ・リーガFBiHで優勝してプレミイェル・リーガに昇格した。
2005-06シーズンにUEFAカップ 2005-06に出場してFKバシュキミと対戦、第1戦は0-0で引き分けたが、出場資格のない選手を起用したことにより、0-3の敗戦扱いとなった。第2戦は1-1の引き分けに終わり、敗退した。

## 獲得タイトル
- プルヴァ・リーガFBiH：1回
  - 2001-02

## 欧州の成績
| シーズン | 大会       | ラウンド  | 対戦相手     | ホーム | アウェー | 合計 |  |
| -------- | ---------- | --------- | ------------ | ------ | -------- | ---- |  |
| 2005-06  | UEFAカップ | 予選1回戦 | FKバシュキミ | 1-1    | 0-3      | 1-4  |  |